# Casadevall (Tavèrnoles)
Casadevall és una masia de Tavèrnoles (Osona) inclosa a l'Inventari del Patrimoni Arquitectònic de Catalunya.

## Descripció
Edifici civil.
Masia amb un cos central de planta rectangular al qual s'hi feren annexiona laterals. La teulada, sobrealçada, és coberta i té el carener perpendicular a la façana de ponent, la qual conserva una bonica finestra cegada. La façana actual està orientada a migdia i presenta tres cossos esgraonats: el de la part esquerra, que correspon al porxo, el central, que correspon a l'entrada, graonada, i l'últim que forma un cobert i dependències per als animals. La construcció és bàsicament en pedra unida amb morter i en alguns llocs s'usa la calç.
Cal destacar l'acurat treball de la pedra en pilars, graons, piques, etc.
La masia, malgrat ser deshabitada, es troba en bon estat de conservació.

## Història
Antiga masia que abastava importants propietats de bosc i conreus, fou ampliada al segle xviii i XIX. Actualment està abandonada degut a la despoblació que ha sofert el sector rural de Savassona.